# Ігуасу (річка)
Ігуасу́, рідше Ігвасу́ (порт. Rio Iguaçu [ˈʁi.u iɡwaˈsu], ісп. Río Iguazú [ˈri.o  iɣwaˈsu]) — річка у Південній Америці протяжністю 1320 км. Її назва походить з мови гуарані í Guazú, і означає «велика вода».

## Географія
Ігуасу утворюється в результаті злиття річок Іраї і Атуба на східному схилі гірського ланцюга Серра-ду-Мар поблизу міста Куритиба. У нижній течії до самого впадання в річку Парана є природною межею між Аргентиною і Бразилією.
Ігуасу відома завдяки унікальним водоспадам Ігуасу, що знаходяться за декілька кілометрів від місця впадіння в Парану. Більша частина водоспаду розміщена на аргентинській стороні, де знаходиться також вхід до видовищного, так званого «горла диявола». Найкращий вид відкривається з бразильського боку. Загальна ширина водоспаду становить 2,7 км, щомиті на 75 метрів вниз спадає 1700 м² води, після довгих опадів стік збільшується до 7000 м². Водоспад був відкритий у 1542 році і в 1984—1986 роках два національних парки, бразильський і аргентинський, були визнані об'єктами Всесвітньої спадщини ЮНЕСКО. Завдяки туризму водоспад є важливим джерелом доходів в окрузі.

## Екологія
У липні 2000 року більше 4 000 тисяч літрів сирої нафти вилилося в річку з державного нафтового НПЗ поблизу міста Куритиба.
| Річка | Це незавершена стаття про річку. Ви можете допомогти проєкту, виправивши або дописавши її. |

| Аргентина | Це незавершена стаття з географії Аргентини. Ви можете допомогти проєкту, виправивши або дописавши її. |

| Бразилія | Це незавершена стаття з географії Бразилії. Ви можете допомогти проєкту, виправивши або дописавши її. |